# Pontos extremos de São Marinho

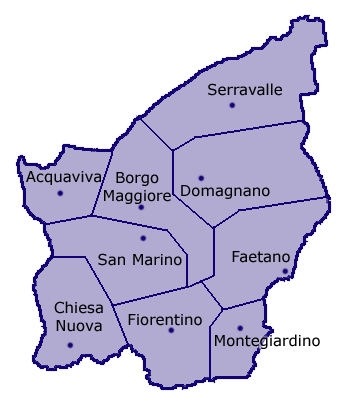
Mapa dos municípios de São Marinho.

Lista dos pontos extremos de São Marinho, com os locais mais a norte, sul, leste e oeste e, também, o ponto mais alto e o mais baixo.

## Latitude e longitude
- Ponto mais setentrional: Falciano, município de Serravalle (43° 59′ N, 12° 30′ L)
- Ponto mais meridional: Selva, no sul do município de Fiorentino (43° 53′ 45″ N, 12° 27′ 20″ L)
- Ponto mais ocidental: Gualdicciolo, próximo a Acquaviva (43° 56′ 55″ N, 12° 24′ 30″ L)
- Ponto mais oriental: intersecção das estradas Strada del Marano e Strada del Fossa, no município de Faetano (43° 56′ 30″ N, 12° 31′ 00″ L)

## Altitude
- Ponto mais alto:  Monte Titano, 749 m (43° 55′ 42″ N, 12° 27′ 08″ L)
- Ponto mais baixo: Rio Ausa, 55 m